# Saint-Benoist-sur-Mer
Saint-Benoist-sur-Mer település Franciaországban, Vendée megyében. Lakosainak száma 511 fő (2022. január 1.). Saint-Benoist-sur-Mer La Jonchère, Angles, Curzon, Grues, Lairoux, Saint-Cyr-en-Talmondais és Saint-Denis-du-Payré községekkel határos.

## Népesség
A település népessége az elmúlt években az alábbi módon változott:
| Lakosok száma | 428  | 449  | 469  | 474  | 487  | 493  | 500  | 506  | 511  |
|               | 2013 | 2015 | 2016 | 2017 | 2018 | 2019 | 2020 | 2021 | 2022 |